# علي محمد شين
علي محمد شين (من مواليد 13 مارس 1948) كان الرئيس السابع لزنجبار من 2010 إلى 2020. وكان سابقًا نائب رئيس تنزانيا من 2001 إلى 2010. شين أصله من جزيرة بيمبا، وهو عضو في الحكم الحزب الثوري، هو طبيب المهنة.

## الحياة السياسية
تم تعيين شاين من قبل رئيس زنجبار ليكون عضوا في مجلس النواب في 29 أكتوبر 1995. ثم تم تعيينه نائبا لوزير الصحة في 12 نوفمبر 1995. من 6 نوفمبر 2000 كان عضوا في مجلس النواب في دائرة مكانياجيني الانتخابية في زنجبار قبل تعيينه وزيراً للدولة ومكتب الرئيس والدستور والحكم الرشيد في زنجبار في 22 نوفمبر 2000، ونائب رئيس تنزانيا في يوليو 2001.

## الأوسمة والجوائز
- شهادات فخرية: كلية علماء الأمراض في شرق ووسط وجنوب إفريقيا، سبتمبر 2014.[4][5]